# عمر آکگون
عمر آکگون (زاده ۱ ژانویه ۱۹۸۲) یک تیرانداز ورزشی اهل ترکیه است که در رشته تفنگ بادی ۱۰ متر تخصص دارد.
عمر آکگون در ۱ ژانویه ۱۹۸۲ در یک خانواده با ۱۳ تیرانداز ورزشی قهرمان در منطقه دجله در استان دیاربکر، جنوب شرقی ترکیه به دنیا آمد.
آکگون تحت تأثیر برادر بزرگترش، ورزش تیراندازی را در سال ۱۹۹۶ شروع کرد. او عضو باشگاه تنیس و تیراندازی دیاربکر است. او در مسابقات همبستگی کشورهای اسلامی ۲۰۱۷ در باکو آذربایجان مدال طلا و مدال برنز را در ماده مختلط کسب کرد. او در بازی‌های مدیترانه‌ای ۲۰۱۸ در تاراگونا اسپانیا شرکت کرد. او در مسابقات ۱۰ متر قهرمانی اروپا ۲۰۲۰ در وروتسواف لهستان با ۶۳۰٫۱ امتیاز یک رکورد ملی به نام خود ثبت کرد و سهمیه المپیک تابستانی ۲۰۲۰ را به دست آورد.